# Bitwa pod Godowem
Bitwa pod Godowem – starcie zbrojne, które miało miejsce w nocy z 17 na 18 sierpnia 1919 r. w czasie I powstania śląskiego.
Oddział ok. 60 powstańców sformowany z uchodźców śląskich w obozie w Piotrowicach, pod dowództwem Jana Wyglendy i Mikołaja Witczaka, stoczył pod wsią Godów zwycięską potyczkę z Grenzschutzem. Około godziny 1 w nocy pierwsza przybyła od strony Strumienia grupa ok. 40 powstańców śląskich pod dowództwem Jana Wyglendy zaatakowała wzgórze w pobliżu stacji kolejowej, które zajmowały oddziały niemieckie. Druga grupa pod dowództwem Mikołaja Witczaka akcję, a trzecia wysadziła most linii kolejowej od strony Rybnika. Zdobyto ciężki karabin maszynowy i około 70 karabinów. W walce zginęło 46 Niemców. Powstańcy wzięli do niewoli por. Petersa i dziewięciu żołnierzy Grenschutzu, którzy zostali przekazani do Cieszyna. Głównym celem bitwy było otwarcie drogi z Śląska Cieszyńskiego na północ w kierunku Wodzisławia Śląskiego.
W Godowie przy ul. Dworcowej znajduje się pomnik wzniesiony w miejscu, gdzie 28 sierpnia 1919 r. zostali przez Niemców rozstrzelani powstańcy śląscy.
Bitwa została upamiętniona również napisem na pomniku powstańców śląskich w Wodzisławiu.